# Zuiderkerkstoren (Amsterdam)
De Zuidertoren is de toren van de Zuiderkerk in Amsterdam.

## De bouw
De Zuiderkerk of Janskerk is gebouwd tussen 1603 en 1611. Het ontwerp in renaissancestijl is van de Amsterdamse architect Hendrick Cornelisz de Keyser zoon van een meubelmaker uit Utrecht die rond 1591 samen met de stadsingenieur Cornelis Bloemaert naar Amsterdam was gekomen. De Zuidertoren kwam pas in 1614 gereed en is 68 meter hoog. Hoewel de kerk gebouwd werd voor de protestantse eredienst kreeg deze toch een heiligennaam, namelijk die van St. Jan (zie G.D. Bom H.Gzn).

## Toren beklimmen
De Zuidertoren is in de zomermaanden en op afspraak onder leiding van een gids te bezichtigen tot de eerste omloop. Vanaf de toren is er een fraai uitzicht over de voormalige Amsterdamse Jodenbuurt en Nieuwmarktbuurt. In de toren is een kleine expositie van beiaardklavieren en uurwerken te zien.

## Luidklokken
Net boven het dak van de Zuiderkerk ter hoogte van de galmborden in het vierkante deel van de Zuidertoren bevinden zich vier luidklokken in een eiken klokkenstoel. De grootste (met slagtoon B, een gewicht van 3300 kg en een doorsnee van 168,5 cm) werd al in 1511 gegoten door Willem en Jasper Moer. Oorspronkelijk hing deze klok met de naam 'Salvator' in de toren van de Oude of St.-Nicolaaskerk. Deze oudste luidklok van Amsterdam heeft als opschrift: SALVATOR VOCOR, FULGURA FRANGO, DEFUNCTOS PLANGO, VOX MEA EST VOX VITAE. VOCO VOS AD SACRA. VENITE. ANNO DOMINI MCCCCCXI WILHELMUS MOER ET JASPAR FRATRES ME FECERÜNT (dat is: Verlosser heet ik, De bliksem breek ik, De overledenen beween ik, Mijn stem is de stem des levens. Ik roep u tot het gewijde. Komt! In het jaar onzes Heren 1511 hebben de gebroeders Willem en Jaspar Moer mij gemaakt). De tweede luidklok (met slagtoon dis, een gewicht van 1375 kg en een doorsnee van 129,5 cm) werd gegoten door François Hemony. Opschrift: Zo menigmael gy hoort den heldren klockeslagh gedenk aendachtelyck aen uwen iongsten daech. F. Hemony me fecit Ao. 1659. De derde luidklok (slagtoon fis) is ook van François Hemony en heeft een gewicht van 800 kg en een doorsnee van 108,5 cm. Het opschrift op deze klok luidt: Het onrust van den tyt rust nimmermeer. De tyt verkeert maer nimmer keert hy weer. F. Hemony Anno 1659. Verder is er in het millenniumjaar 2000 een nieuwe vierde klok toegevoegd van Eijsbouts met de naam 'de Vrijheid' om het gelui te completeren. Deze klok weegt 343 kg, heeft een doorsnee van 828 mm en heeft als slagtoon B1. Opschriften: Eijsbouts goot mij te Asten voor het jaar 2000, Behoedt de vrijheid boven al, O Amsterdam, opdat zij u behouden zal. (tekst Pieter Bol) Dankzij de inzet van gemeente en buurtgenoten luidt de Vrijheid. De vier luidklokken vormen samen het akkoord do-mi-sol-do met grondtoon B. Op de eerste zaterdag van de maand wordt er door een groepje vrijwilligers onder leiding van Sonja van der Ent bij het invallen van de avond geluid.

## Het carillon

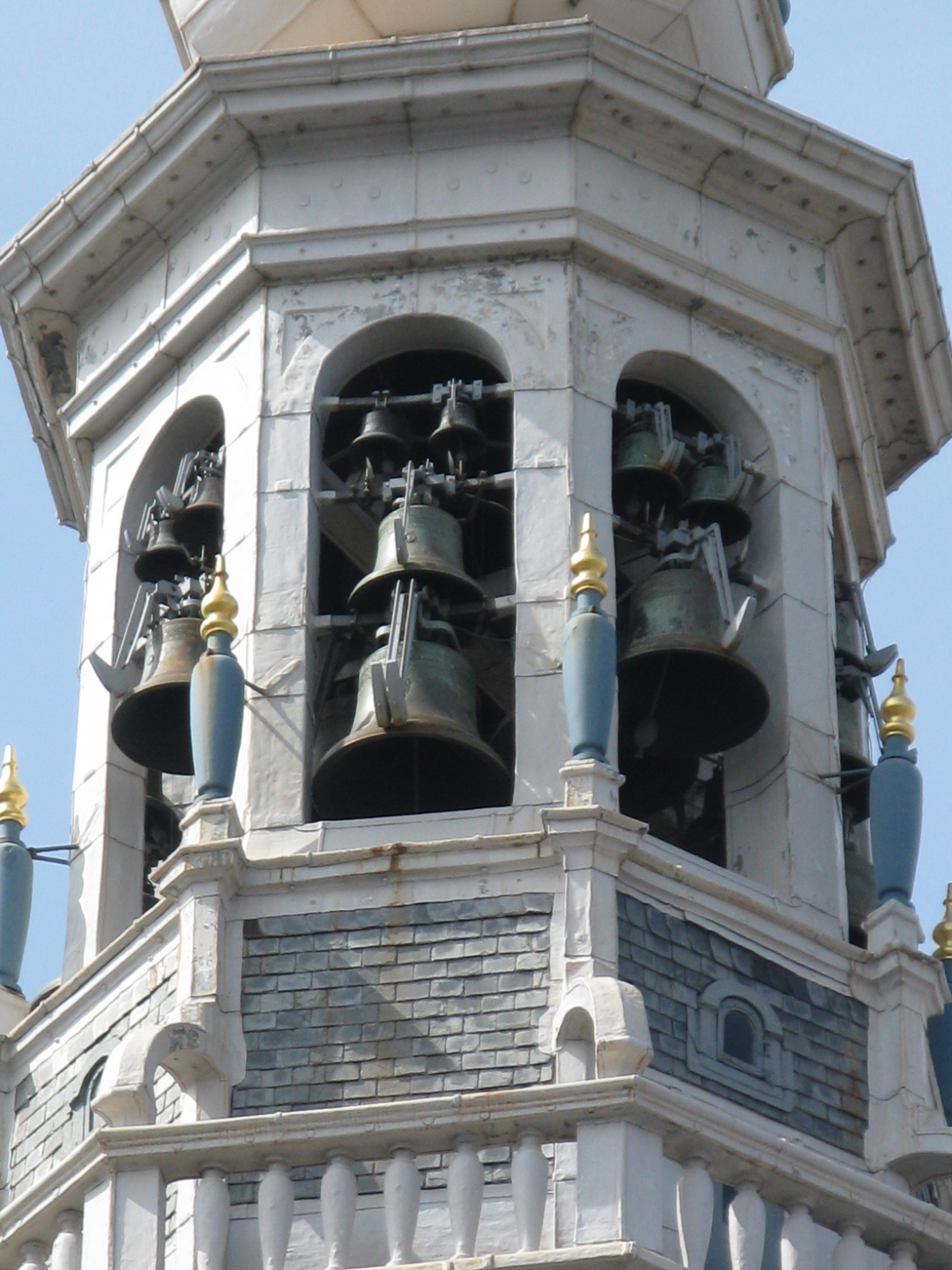
Het Hemony carillon in de lantaarn van de Zuidertoren

Het klokkenspel van de Zuider- of Janstoren is het meest originele dat in Amsterdam is overgebleven van de klokkengieter François Hemony, gegoten in 1656. Het carillon is gestemd in de middentoonstemming naar A=454 Hz, de in de 17de eeuw gebruikelijke 'cornettoon'. In vergelijking met de hedendaagse toonhoogte transponeert de beiaard een halve toon omhoog. Het was niet het eerste klokkenspel dat voor deze toren werd gemaakt. In het boek van Bep Bijtelaar valt te lezen dat het reeds het vierde spel was. Maar dit is zeer onzeker. Wat wel door de bronnen zeker is dat het eerste klokkenspel voor deze toren afkomstig was uit de Oudekerk. Deze ongeveer honderd jaar eerder gegoten achttien speelklokken van de uit Mechelen afkomstige Jacob Waghevens en Adriaen Steylaert hingen vlak boven de wijzerplaten achter ovale openingen. Na komst van de Hemonyklokken werden deze in 1660 dichtgemaakt. Ondertussen zou een andere; de beroemde Waterbouwkundige en molenmaker Jan Adriaanszoon Leeghwater een klein klokkenspel hebben gegoten. Volgens André Lehr was deze man nogal een opschepper dus kan het eerder zo zijn dat hij de oude Waghevens klokken opnieuw gebruikte. Hoe het ook zij, de aanwezige klokken zullen door de komst van de gebroeders Hemony niet meer hebben voldaan zodat François Hemony in 1656 een nieuw klokkenspel voor de Zuidertoren goot. Deze Hemony had al eerder een carillon voor de toenmalige Beurstoren geleverd, dat nu nog in de Munttoren hangt. Naar aanleiding hiervan werd hij benoemd tot stadsklokkengieter van Amsterdam, maar de klokken voor de Zuidertoren werden nog gegoten in zijn Zutphense gieterij. François en zijn broer Pieter Hemony waren de eerste klokkengieters die carillonklokken volkomen zuiver wisten te stemmen inclusief de boventonen van de klokken. De hele inrichting van het carillon, het uurwerk en de speeltrommel en de montage van de klokken waren een werkstuk van Jurriaen Spraeckel uit Zutphen (1657), daarvan is alleen nog het automatische speelwerk, met een grote smeedijzeren speeltrommel aanwezig en functioneert nog steeds op ieder kwartier van de dag. Tweemaal per jaar vervangt de Stadsbeiaardier de melodieën. Na een restauratie in 1959 door de klokkengieter A.H. van Bergen uit Heiligerlee waarbij het instrument, dat oorspronkelijk een omvang van ruim tweeënhalf octaaf had, tot vier octaven werd uitgebreid, is in 1993/94 geprobeerd een reconstructie te maken van de 17e-eeuwse inrichting waarbij het klokkenspel weer terug werd gebracht tot drie octaven. Het hierbij gereconstrueerde klavier wijkt af van wat vandaag de dag gebruikelijk is in de Nederlandse en Vlaamse torens. Zo heeft dit klavier een grotere diepgang van de toetsen en een orgelpedaal waarbij het draaipunt van de pedaaltoets onder de bank ligt en niet zoals normaal gebruikelijk, achter onder in het klavier. Het originele klavier uit de 17e eeuw bevindt zich overigens nog in de toren. De negen kleinste Hemonyklokken werden in 1994 gekopieerd door Eijsbouts uit Asten. Wekelijks wordt er op dinsdagmiddag om 14.30u en zaterdag om 19.00u een half uur gespeeld. Vaste stadsbeiaardiers zijn Boudewijn Zwart en Gideon Bodden.

## Kunst

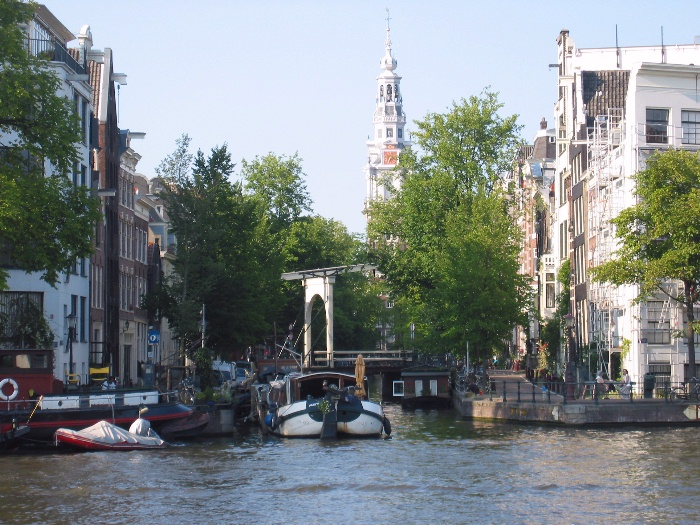
Zuidertoren met Groenburgwal Amsterdam

De Franse schilder Claude Monet schilderde de Zuidertoren met daarachter de kerk rond 1874 in een uitzicht over de Groenburgwal.